# Пульников, Семён Петрович
Семён Петрович Пульников (14 сентября 1925 года, Пульниково, Уральская область (РСФСР), СССР — 9 февраля 2008 года, Дегтярск, Свердловская область, Россия) — полный кавалер ордена Славы, командир стрелкового отделения 827-го Краковского стрелкового полка (302-я Тарнопольская Краснознамённая ордена Кутузова стрелковая дивизия, 28-й стрелковый корпус, 60-я армия, 4-й Украинский фронт), сержант.

## Биография
Родился 14 сентября 1925 года в селе Пульниково, Пышминского района в крестьянской семье. Закончил 4 класса. Свою трудовую деятельность начал в колхозе. В Красную Армию был призван 8 января 1943 года, на фронт попал 26 августа 1943 года.

## Подвиги
28 декабря 1943 года подносчик боеприпасов 3-й пулемётной роты 283-го стрелкового полка 140-й стрелковой дивизии Пульников в районе хутора Хотиновский (ныне не существует, в Коростенском районе Житомирской области, Украина) под огнём обеспечил непрерывный огонь пулемётов. За этот подвиг командиром полка был награждён медалью «За отвагу».
23 марта 1944 года в ходе Проскуровско-Черновицкой наступательной операции Пульников, форсировав реку Серет и захватив плацдарм восточнее станции Езерна (ныне Озёрная Зборовского района Тернопольской области, Украина), под огнём противника дважды перенаправлялся через реку, доставляя донесения командира батальона, а когда выбыл из строя наводчик станкового пулемёта, заменил его, уничтожив до 20 солдат противника. Был в бою ранен, но оказал первую помощь другому раненому, вынес его с поля боя. За этот подвиг приказом командира 140-й стрелковой дивизии от 4 апреля 1944 года был награждён орденом Славы III степени. После этого боя был эвакуирован в госпиталь, и после излечения вернулся на фронт.
21 августа 1944 года в ходе Львовско-Сандомирской операции в составе 2-го батальона 827-го стрелкового полка 302-й стрелковой дивизии связной Пульников, форсировав реку Сан, в районе села Загроды (ныне Лежайский повят Подкарпатского воеводства, Польша) под огнём противника 4 раза доставлял донесения командира батальона в роту, при очередном донесении уничтожил двух солдат противника автоматной очередью. За этот подвиг приказом командира 302-стрелковой дивизии от 31 августа 1944 года был награждён вторым орденом Славы III степени.
13 января 1945 года в ходе Сандомирско-Силезской операции командир отделения сержант Пульников при захвате села Вислица (ныне Буский повят Свентокшинского воеводства, Польша) поднял своё отделение в атаку и в числе первых ворвался в траншею противника, уничтожив 3 солдат противника. За этот подвиг приказом командующего 60-армии от 13 февраля 1945 года был награждён орденом Славы II степени. А Указом Президиума Верховного Совета СССР о 31.03.1956 года о перенаграждении старший сержант сверхсрочной службы был награждён орденом Славы I степени.
6 мая 1945 года в ходе Пражской операции командир миномётного расчёта в миномётной роте 2-го стрелкового батальона Пульников в районе города Штернберк (ныне район Оломоуц Оломоуцкого края, Чехия) огнём миномёта уничтожил 10 солдат противника, а в ходе наступления 8 мая 1945 года уничтожил 2 пулемётных точки противника. За этот подвиг приказом командира дивизии награждён орденом Красной Звезды.

## Послевоенные годы
Только в 1960 году в звании старшины был уволен в запас, после чего жил в городе Камышлов Свердловской области, затем в городе Свердловск, и после перебрался в Дегтярск Свердловской области.
Скончался 9 февраля 2008 года. Похоронен на городском кладбище Дегтярска.

## Награды
За боевые подвиги был награждён:
- 28.01.1944 — медаль «За отвагу»;
- 18.05.1945 — орден Красной Звезды;
- 04.04.1944 — орден Славы III степени (орден № 692590);
- 13.02.1945 — орден Славы II степени (орден № 19122);
- 31.03.1956 — орден Славы I степени (орден № 2352);
- 1953 — медаль «За боевые заслуги»;
- 11.03.1985 — орден Отечественной войны I степени.